# جوزية
الجوزية أو الجوزيات (الاسم العلمي: Juglandaceae) هي فصيلة من النباتات تتبع رتبة الزانيات من طائفة ثنائيات الفلقة. بعض أنواع الأشجار التي تنتمي إلى هذه الفصيلة معروفة في الأمريكيتين وأوراسيا وجنوب شرق آسيا. وتمتاز هذه الأشجار بأوراق كبيرة ذات رائحة عطرية يتراوح طولها من 20 إلى 100سم، وتنمو في تجمعات ثلاثية أو تجمعات ريشية. يتم تلقيح أزهار ثمار شجر الجوز بواسطة الرياح، وغالباً ما تترتب الأزهار في نوّارات زهرية. تتضمن الأجناس الثمانية في فصيلة الجوزيات أشجاراً ذات أهمية تجارية كجوز البقان والجوز الفارسي والجوز الملكي، وهو أحد أهم محاصيل الجوز في العالم.

## التصنيف
- الجوزاوات
  - الجوزاوية
    - الجوزينة
      - الجوز

## الثمار

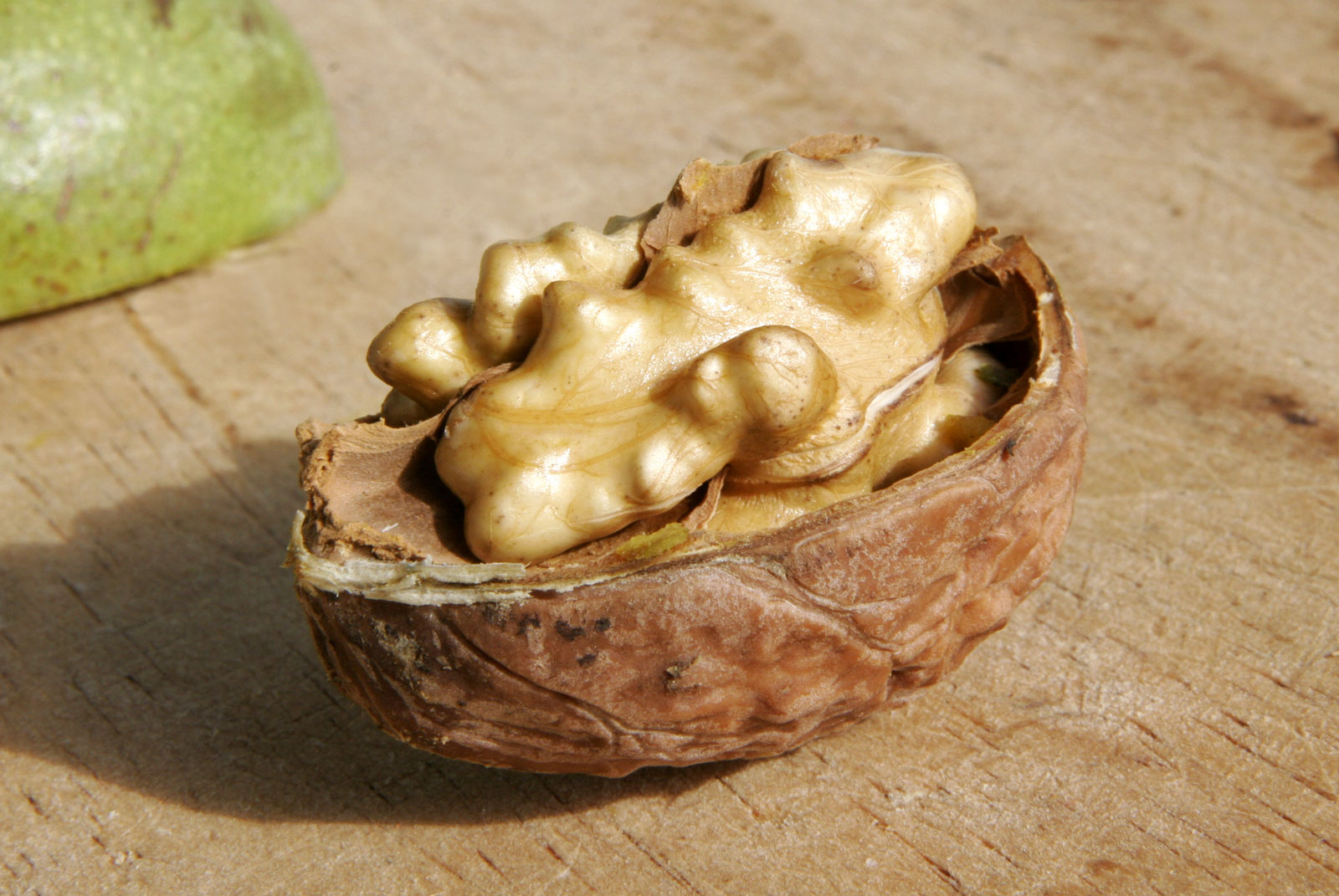
ثمرة الجوز

يصعب تصنيف الثمار أحياناً لصعوبة تمييز الفروقات بينها. فثمار الكاريا وجوز البقان تنمو في قشرة خارجية. وتعتبر هذه الثمار أحياناً حسلات (أي ثمار وحيدة النواة) ويطلق على هذه الثمار الحسلية اسم "Tryma".
وثمار الجوز هي ثمار ملحقة لأن الغلاف الخارجي للثمرة هو عبارة عن قاعدة الزهرة وهي بالتالي لا تعتبر جزءاً من الكربلة من الناحية الشكلية. وهذا يعني أنها لا يمكن أن تكون حسلة ولكنها جوزة تشبه الحسلة.
يؤكل لب الجوز بعد رفع القشرة الخشبية القاسية، كما يؤكل طازجاً في موسم جمعه في نهاية فصل الصيف. والجوز من المكسرات الفاخرة التي تستعمل في العديد من المأكولات، إذ الجوز في صناعة الحلويات ويخلط مع المكسرات والفواكه المجففة، وكذلك يستعمل في المكدوس أحد أشهر المقبلات في منطقة بلاد الشام خصوصاً في لبنان وسوريا.
كما أثبتت الدراسات الحديثة أن للجوز والمكسرات فوائد في خفض الكولسترول لما يحتويه من أحماض دهنية مفيدة.
يعتبر الجوز، مثله مثل بقية المكسرات، مصدر جيد للدهون غير المشبعة. فأكثر من نصف الدهون في الحصة الواحدة هي دهون أحادية غير مشبعه، وحوالي الثلث دهون متعددة غير مشبعة، وهي دهون صحية للقلب. كما يحتوي الجوز على فيتامين E المضاد للاكسدة والذي يعمل كحارس ضد الدهون، وبالتالي فهو يساعد في خفض مستويات الكوليسترول في الدم. كما يحتوي على البوتاسيوم المهم للحفاظ على ضغط الدم، هذا بالإضافة إلى الألياف، إذ تبلغ كمية الألياف التي يحتويها 30 غرام من الجوز ما يعادل الكمية التي تُؤمّنها ثمرة تفاح كاملة. وفوائد تناول الألياف على الصحة معروفة، والتي أهمها من دون منازع خفض امتصاص الأمعاء للكوليسترول وللسكريات، إضافة إلى تليين محتويات الأمعاء، وبالتالي تسهيل عملية إخراج الفضلات منها.
وفي دراسة جديدة صدرت عن جامعة لومالندا بولاية كاليفورنيا الأميركية، يقول الباحثون بإن إضافة كمية من الجوز بحجم ما يملأ كف اليد إلى وجبات الطعام المتناولة يومياً، كفيل بوقف وتثبيط مجريات عمليات الأكسدة الضارة. والجوز هو مصدر غني بمركبات فايتو الكيميائية Phytochemicals، وهي مواد ذات تأثيرات فريدة ومفيدة في عمليات الجسم الحيوية.
عند اختيار المكسرات يجب اختيار الحبوب التي ليس لها عيوب واضحة مثل الشقوق، العفن. ويمكن تخزين حبات الجوز التي يتم شراؤها بقشورها في وعاء في مكان بارد وجاف لمدة 6 إلى 12 شهراً، أما الحبوب دون قشور فيتم تخزينها في الثلاجة لمدة تصل إلى 9 أشهر، أو الاحتفاظ بها في الفريزر، حيث يمكن الحفاظ عليها لبضع سنوات.